# 梁原乡
梁原乡，是中华人民共和国甘肃省平凉市灵台县下辖的一个乡镇级行政单位。

## 行政区划
梁原乡下辖以下地区：
景家庄村、杜家沟村、朱家湾村、安冯村、王家沟村、东门村、官村、付家沟村、马家沟村、新庄塬村、横渠村、张家塬村和温家庄村。